# Самохин, Пётр Яковлевич
Пётр Яковлевич Самохин (14 сентября 1920, Апрелевка — 17 декабря 1941) — участник Великой Отечественной войны, военный лётчик, лейтенант.

## Биография
Родился 14 сентября 1920 года в деревне Мамыри, ныне город Апрелевка Наро-Фоминского района Московской области, в семье рабочего. Русский.
Окончил 7 классов и школу ФЗУ. Работал слесарем на заводе в Москве.
В Красной Армии с 1939 года. В том же году окончил Борисоглебскую военно-авиационную школу лётчиков.
На фронте Великой Отечественной войны с июня 1941 года. С июня по декабрь 1941 — командир звена 65-го штурмового авиационного полка лейтенант Самохин совершил 120 боевых вылетов на штурмовку войск противника, в воздушных боях сбил в паре 1 вражеский самолёт.
17 декабря 1941 года погиб в воздушном бою.
Похоронен на станции Быстряги Октябрьской железной дороги, позднее был перезахоронен на станции Раменцы в Сегежском районе Карелии.
Указом Президиума Верховного Совета СССР «О присвоении звания Героя Советского Союза начальствующему и рядовому составу Красной Армии» от 22 февраля 1943 года за «образцовое выполнение боевых заданий командования на фронте борьбы с немецкими захватчиками и проявленными при этом отвагу и геройство» удостоен посмертно звания Героя Советского Союза.

## Память
- На здании школы в городе Апрелевка Московской области Герою установлена мемориальная доска[4].

## Награды
- Герой Советского Союза, Указ от 22 февраля 1943 года (посмертно);
- орден Ленина;
- орден Красного Знамени.